# Lispe uniseta
Lispe uniseta este o specie de muște din genul Lispe, familia Muscidae, descrisă de Malloch în anul 1922. Conform Catalogue of Life specia Lispe uniseta nu are subspecii cunoscute.